# پانیواتس
پانیواتس (به صربی: Panjevac) یک روستا در صربستان است که در دسپوتوواتس واقع شده‌است.